# تیم ملی فوتبال زیر ۱۷ سال دانمارک
تیم ملی فوتبال زیر ۱۷ سال دانمارک (انگلیسی: Denmark national under-17 football team) نماینده این کشور در مسابقات بین‌المللی فوتبال مختص این رده سنی است.

این تیم تحت نظر اتحادیه فوتبال دانمارک مدیریت می‌شود.